# Clausia trichosepala
Clausia trichosepala är en korsblommig växtart som först beskrevs av Porphir Kiril Nicolai Stepanowitsch Turczaninow, och fick sitt nu gällande namn av F. Dvorák. Clausia trichosepala ingår i släktet Clausia och familjen korsblommiga växter. Inga underarter finns listade i Catalogue of Life.